# Нарсісо-Пена (Техас)
Нарсісо-Пена (англ. Narciso Pena) — переписна місцевість (CDP) в США, в окрузі Старр штату Техас. Населення — 32 особи (2020).

## Географія
Нарсісо-Пена розташоване за координатами 26°18′7″ пн. ш. 98°38′27″ зх. д. / 26.30194° пн. ш. 98.64083° зх. д. (26.301870, -98.640696).  За даними Бюро перепису населення США в 2010 році переписна місцевість мала площу 0,02 км², уся площа — суходіл.

## Демографія
Згідно з переписом 2010 року, у переписній місцевості мешкало 30 осіб у 12 домогосподарствах у складі 8 родин. Густота населення становила 1466 осіб/км².  Було 12 помешкання (586/км²).
Расовий склад населення:
| - 93,3 % — білих - 6,7 % — корінних американців |

До двох чи більше рас належало 0,0 %. Частка іспаномовних становила 100,0 % від усіх жителів.
За віковим діапазоном населення розподілялося таким чином: 26,7 % — особи молодші 18 років, 63,3 % — особи у віці 18—64 років, 10,0 % — особи у віці 65 років та старші. Медіана віку мешканця становила 29,5 року. На 100 осіб жіночої статі у переписній місцевості припадало 130,8 чоловіків;  на 100 жінок у віці від 18 років та старших — 100,0 чоловіків також старших 18 років.
Цивільне працевлаштоване населення становило 0 осіб. 